# Egretta vinaceigula
La garceta de garganta roja (Egretta vinaceigula) es una especie de ave pelecaniforme de la familia Ardeidae propia de África centro-meridional. Es pequeña y en su plumaje predomina el color oscuro.

## Distribución
Congo, Zambia, Zimbabue, Malaui, Botsuana, Angola, Namibia, Mozambique y Sudáfrica.

## Estado de conservación
Está considerada como vulnerable ya que muchas de estas garzas no logran sobrevivir por la pérdida de hábitat, que es su mayor amenaza.